# Le Docteur Lerne, sous-dieu
Le Docteur Lerne, sous-dieu est un roman merveilleux-scientifique de Maurice Renard, paru en 1908.
Inspiré par L'Île du docteur Moreau de H. G. Wells l'auteur introduit en particulier une variante forte : le narrateur lui-même se trouve l'objet d'une expérience de greffe par un chirurgien fou, le docteur Lerne.

## Intrigue
Après plusieurs années d'absence, Nicolas Vermont retourne au château de Fonval rendre visite à son oncle, le Docteur Lerne. À son arrivée, il découvre que son oncle a changé et qu'il se livre à des expériences scientifiques étranges, telles que des greffes chirurgicales sur des êtres vivants.

## Publication française
- Mercure de France, Paris, 1908.
- Éditions G. Crès (ill. Joseph Hémard), Paris, 1908.
- Édition française illustrée, Paris, 1919.
- Éditions Tallandier, Paris, 1958.
- Éditions Belfond, Paris, coll. « Domaine fantastique » no 3, 1970.
- Marabout, Verviers, coll. « Marabout Fantastique » no 567, 1976.
- Éditions Robert Laffont, dans le recueil Maurice Renard, Romans et contes fantastiques, Paris, 1990  (ISBN 2-221-05758-9).
- Éditions José Corti, Paris, 2010  (ISBN 978-2-7143-1026-2).

## Adaptation télévisée
Une adaptation par Jean-Daniel Verhaeghe, sous le titre L’Étrange Château du Docteur Lerne, a été diffusée à la télévision française sur Antenne 2, le 28 décembre 1983, avec Jacques Dufilho (le docteur Lerne), Jean-Paul Roussillon, Anaïs Jeanneret, Pierre Clémenti, Dora Doll et Pierre Étaix. 